# Marco Zullo

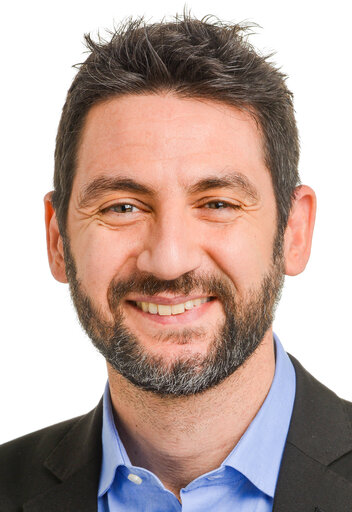
Marco Zullo

Marco Zullo (nascido em 29 de outubro de 1978 em Verona) é um político italiano e membro do Parlamento Europeu desde 2014. Ele foi reeleito em 2019.